# Toyoda Eiji

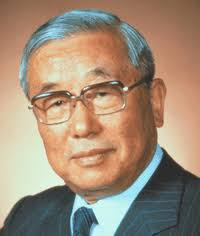
Toyoda Eiji

Toyoda Eiji AC (jap. 豊田 英二; * 12. September 1913 in Kinjō, Nishikasugai-gun (heute: Horibata-chō, Nishi-ku, Nagoya), Präfektur Aichi; † 17. September 2013 in Toyota) war ein japanischer Manager und Chief Executive Officer (daihyō-torishimariyaku-shachō; „leitender Direktor und Präsident“) des japanischen Automobilkonzerns Toyota (Toyota Jidōsha K.K.).

## Leben
Eiji wurde als Sohn von Toyoda Heihachi geboren, dessen Bruder Toyoda Sakichi war. Sakichis Sohn Kiichirō wiederum war der Gründer von Toyota, also ein Cousin von Eiji.
Sein Studium des Maschinenbaus an der Kaiserlichen Universität Tokio schloss er 1936 ab. Im April desselben Jahres trat er in das Unternehmen ein. Im Mai 1945 wurde er Direktor (取締役, torishimariyaku), im Juli 1950 Geschäftsführer (常務, jōmu), im Juli 1953 Hauptgeschäftsführer (専務, semmu), im Februar 1960 stellvertretender Präsident (副社長, fuku-shachō) und im Oktober 1967 Präsident (社長, shachō). 1982 trat er von dieser Position zurück und wurde Vorsitzender des Direktoriums (会長, kaichō).
Nach einem USA-Besuch 1950, wo Toyoda Eiji sich die Fließband-Produktion bei Ford angesehen hatte, entstand unter ihm das Kaizen-System; auch das Etiketten-System Kanban, durch das just-in-time produziert werden kann, entstand unter seiner Führung. Er war im Wesentlichen mitverantwortlich für die Einführung der Nobelmarke Lexus (etwa ab 1983).
Neben seiner Tätigkeit im Unternehmen war er viele Jahre Vorsitzender der Japan Automobile Manufacturers Association (JAMA). Ab 1984 war er stellvertretender Präsident des japanischen Wirtschaftsverbandes Nippon Keidanren.
1994 trat er im Alter von 81 Jahren als Vorsitzender des Toyota-Direktoriums zurück.

## Auszeichnungen
- 1971: Ehrenmedaille mit blauen Band
- 1983: Orden des Heiligen Schatzes
- 1985: Kommandeur des Ordens des Infanten Dom Henrique
- 1990: Orden der Aufgehenden Sonne
- 1990: Weißer Elefantenorden
- 1991: Großoffizier des belgischen Kronenordens
- 1992: Großkreuz des Ordens der Krone von Thailand
- 1993: Companion des Order of Australia[13]
- 1995: James-Watt-Medaille
- 2001: Großkreuz des Ordens von Direkgunabhorn